# Sielsowiet Roś
Sielsowiet Roś (biał. Роскі сельсавет; ros. Росский сельсовет) – sielsowiet na Białorusi, w obwodzie grodzieńskim, w rejonie wołkowyskim, z siedzibą w Rosi.
Według spisu z 2009 possowiet Roś i osiedle typu miejskiego Roś zamieszkiwało 8451 osób, w tym 5340 Białorusinów (63,19%), 1386 Polaków (16,40%), 1270 Rosjan (15,03%), 321 Ukraińców (3,80%), 13 Mołdawian (0,15%), 11 Tatarów (0,13%), 43 osób innych narodowości i 67 osób, które nie podały żadnej narodowości.

## Historia
18 października 2013 possowiet Roś przemianowano na sielsowiet

## Miejscowości
- osiedle typu miejskiego:
  - Roś
- agromiasteczka:
  - Dubowce
  - Endrychowce
- wsie:
  - Andrusze
  - Bobłowo
  - Bojdaty
  - Daniłowce
  - Dulowce
  - Dychnowicze
  - Dzięciołowicze
  - Koty
  - Krzywonosy
  - Łazy
  - Milkowce
  - Myśluki
  - Nowe Sioło
  - Nowiki
  - Ogrodniki
  - Olchowo
  - Pasynki
  - Plebanowce
  - Skrzybowo
  - Stańkowce
  - Studzieniec
  - Szewki
  - Wiechotnica
  - Zarzeczany
  - Zieńczyki